# Andrew Jackson

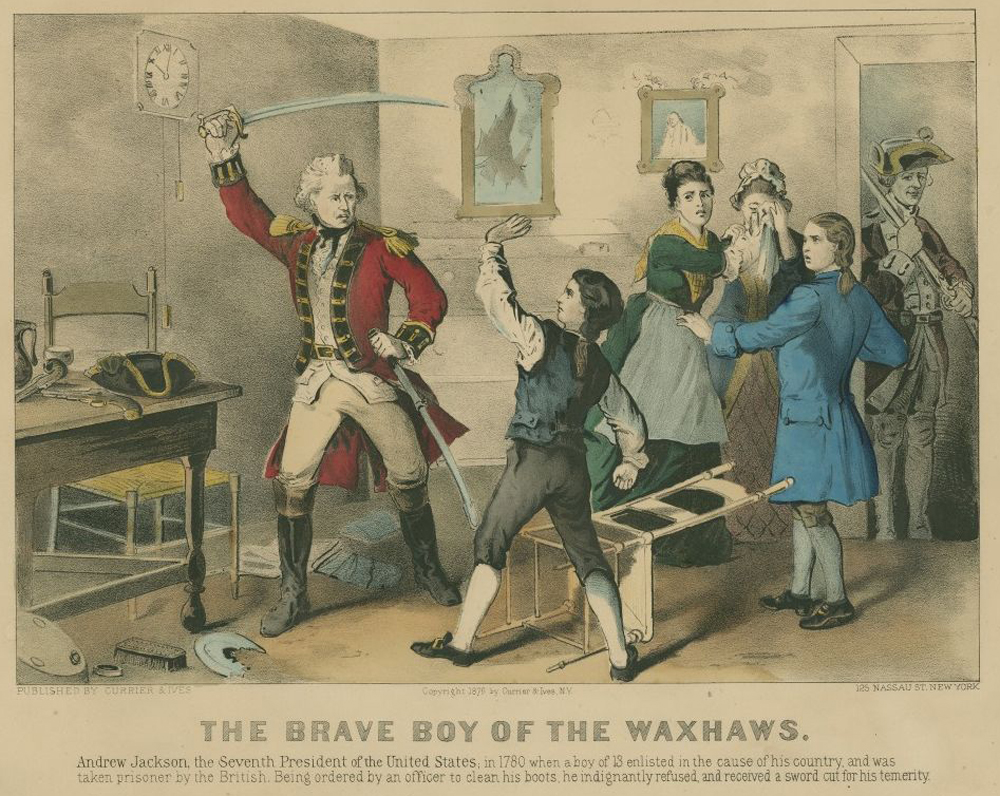
„Dzielny chłopiec z Waxhaws” – litografia Curriera i Ivesa z 1876 roku przedstawiająca młodego Andrew Jacksona broniącego się przed brytyjskim oficerem podczas amerykańskiej wojny o niepodległość.

Andrew Jackson (ur. 15 marca 1767 w Waxhaws (ob. hrabstwo Union), zm. 8 czerwca 1845 w Nashville) – amerykański prawnik i polityk, 7. prezydent USA (1829–1837).
generał Armii Stanów Zjednoczonych, wojskowy gubernator Florydy (1821), członek Izby Reprezentantów USA (1796–1797), senator USA (1797–1798, 1823–1825).

## Młodość i edukacja
Andrew Jackson urodził się 15 marca 1767 w Waxhaws przy granicy Karoliny Południowej z Karoliną Północną. Jego ojciec, Andrew senior, był szkocko-irlandzkim imigrantem, który zmarł dwa tygodnie przed narodzinami Andrew. Po śmierci ojca, matka przyszłego prezydenta, Elizabeth Hutchinson wychowywała trzech synów: Hugh, Roberta i Andrew.
W 1780 bracia postanowili wziąć udział w amerykańskiej wojnie o niepodległość. Do wojska został przyjęty 18-letni Hugh, który wkrótce potem zmarł w bitwie pod Stono Ferry w roku 1779. Nastoletni Robert i Andrew wykonywali niemilitarne zadania dla walczących oddziałów, lecz zostali pojmani i dostali się do niewoli angielskiej. Niebawem obaj zachorowali na czarną ospę i w drodze powrotnej do domu zmarł starszy z braci – Robert. W tym samym roku zmarła także ich matka.
Po tym jak stracił całą najbliższą rodzinę, Andrew Jackson udał się do Salisbury, gdzie uczył się, a następnie praktykował prawo (jako prokurator). W tym zawodzie, często ścigał przestępców i awanturników, a także organizował regularne wyprawy przeciwko Indianom.

## Początki kariery politycznej
W styczniu 1796 był delegatem do Konwencji Konstytucyjnej w Tennessee, która opracowała projekt konstytucji stanowej, dzięki której pół roku później stan został dołączony do Unii. Pod koniec roku Jackson został wybrany do Izby Reprezentantów (grudzień 1796-marzec 1797), a następnie do Senatu (marzec 1797-kwiecień 1798). Po zakończeniu kadencji, pełnił funkcję sędziego stanowego Sądu Najwyższego (w latach 1798-1804). Od 1802 był majorem, a od 1811 generałem w milicji stanowej, pracując jednocześnie na plantacji.

## Kariera wojskowa

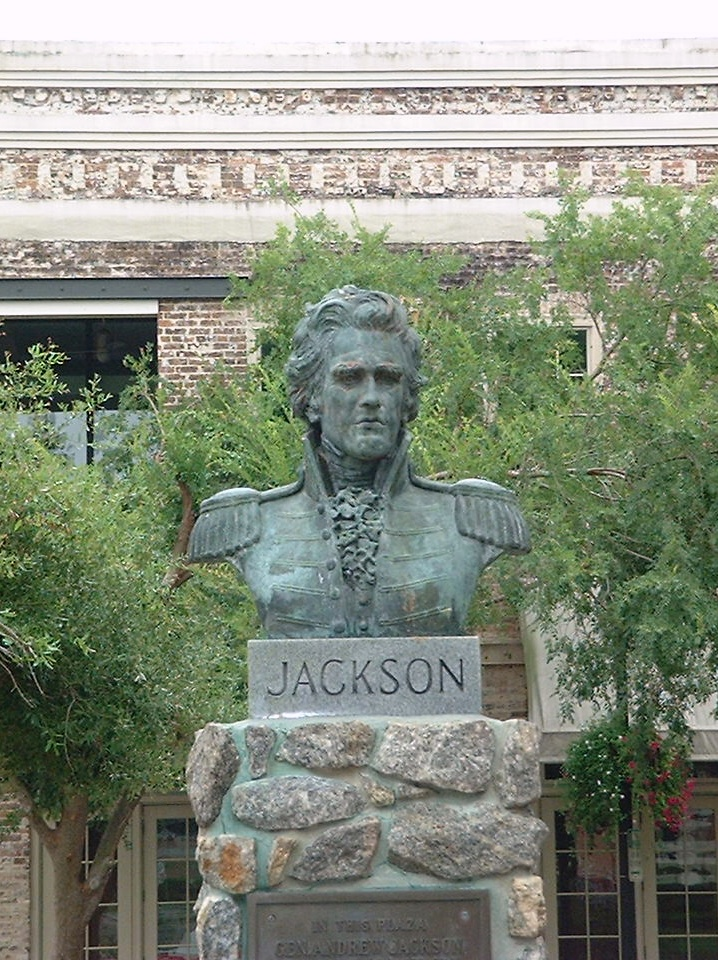
Popiersie wojskowego gubernatora Florydy

W 1812 roku mianowano go dowódcą milicji w całym stanie Tennessee, pomimo że nie wyróżniał się niczym szczególnym poza regularnymi walkami z Indianami z plemienia Krików. Podczas wojny amerykańsko-angielskiej, Jackson został mianowany dowódcą oddziału, który miał bronić rejonów Nowego Orleanu. W 1812 jego dwutysięczny oddział został skierowany na południe, jednak 6 lutego 1813 oddział otrzymał rozkaz powrotu do Tennessee i samorozwiązania. Ponieważ powrót okazał się wyjątkowo trudny i męczący, widząc zaangażowanie Jacksona, żołnierze nadali mu przydomek „Old Hickory” (Stare Drzewo Hikorowe), który przylgnął do niego w historiografii amerykańskiej.
Po powrocie do Nashville Jackson ponownie toczył walki z Indianami, których zwyciężył w bitwach pod Talladegą (lato 1813) i pod Tohopeka (marzec 1814). 31 maja 1814 został awansowany na generała majora w armii amerykańskiej. Wkrótce potem, nie posiadając upoważnienia prezydenta, zaatakował Florydę, która była podówczas hiszpańską kolonią. Wyparł także Anglików z Pensacoli i ruszył na Nowy Orlean. Jego armia była złożona z ochotników z Tennessee i Kentucky, a także czarnoskórych niewolników i Indian z plemienia Czoktawów. Pomimo tego, 8 stycznia 1815 pokonał wojska brytyjskie pod Nowym Orleanem, co było największym zwycięstwem strony amerykańskiej w tej wojnie. W związku z tym wydarzeniem, 27 lutego 1815 – w uznaniu jego męstwa, umiejętności i dobrego postępowania oraz w imieniu oficerów i żołnierzy regularnej armii oraz ochotników pod jego dowództwem – został uhonorowany Złotym Medalem Kongresu. Po zakończeniu działań wojennych, Jackson nadal walczył z Indianami z plemienia Krików i Seminolów, a w Pensacoli mianował gubernatorem swojego oficera. W 1821 sam został wojskowym gubernatorem Florydy.

## Powrót do polityki

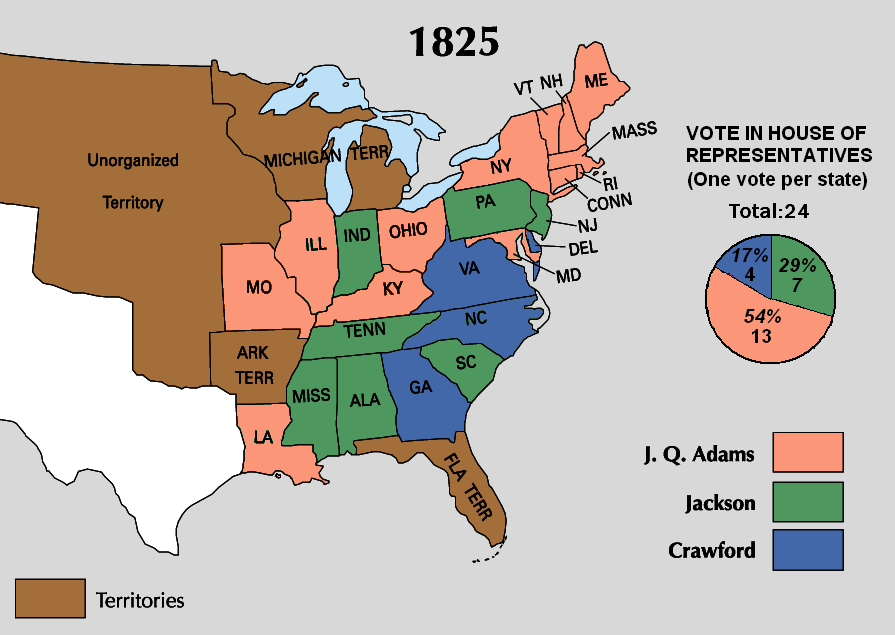
Stany zaznaczone na zielono poparły Jacksona w Izbie Reprezentantów

Po czterech miesiącach pełnienia urzędu gubernatora, Jackson powrócił do Nashville, a 20 lipca 1822 legislatura Tennessee zaproponowała by ubiegał się o prezydenturę. Uzyskał także propozycję wejścia do rządu Jamesa Monroe, ale ją odrzucił, by w 1823 roku zostać senatorem.
Zgodził się kandydować w wyborach prezydenckich w 1824 roku, gdzie jego kontrkandydatem był John Quincy Adams. W głosowaniu Kolegium Elektorów Jackson uzyskał 99 głosów, wobec 84 głosów Adamsa. W sytuacji gdzie żaden kandydat nie uzyskał wymaganej większości, o wyborze decydowała Izba Reprezentantów, głosująca stanami. Dzięki porozumieniu, które Adams zawarł z Henrym Clayem, to właśnie on został prezydentem, pomimo że przegrał z Jacksonem, zarówno w głosowaniu powszechnym, jak i w Kolegium Elektorskim.

## Prezydentura
Przed wyborami w 1828 roku dokonano nowelizacji ordynacji wyborczej, według której kandydatów na prezydenta wybierają legislatury stanowe, a w głosowaniu powszechnym wybiera się elektorów. Jackson wystartował jako kandydat Partii Demokratycznej, a jego przeciwnikiem z ramienia Narodowej Partii Republikańskiej był urzędujący prezydent, John Quincy Adams. Generał zwyciężył w głosowaniu powszechnym i otrzymał 178 głosów elektorskich wobec 83 głosów Adamsa i został zaprzysiężony jako siódmy prezydent Stanów Zjednoczonych.
W początkowym etapie jego prezydentury, członkowie gabinetu Jacksona wzajemnie się zwalczali, a główną osobą antagonizującą był wiceprezydent John C. Calhoun. Z tego też powodu, prezydent powołał grupę zaufanych współpracowników, spotykających się nieoficjalnie w kuchni Białego Domu. Jeden z członków tych spotkań, Amos Kendall, nazwał ich skład „gabinetem kuchennym”. Jackson ustalił także zwyczaj rotacji urzędów w administracji – odwoływanie urzędników z poprzedniej kadencji i zastępowanie ich ludźmi z klucza partyjnego (patronaż).
Prezydent był zdecydowanym przeciwnikiem Banku Stanów Zjednoczonych, którego kadencja wygasała w 1836 roku. Tuż po wyborach obie izby Kongresu potwierdziły działalność Banku, więc Jackson postanowił skorzystać z prawa weta. Po jego orędziu 10 lipca 1832 weto zostało utrzymane, a bank ostatecznie został przeniesiony do Pensylwanii jako bank lokalny, który wkrótce potem zbankrutował.
Jackson nie miał doświadczenia w polityce zagranicznej, ale już na początku kadencji osiągnął sukces, jakim było podpisanie porozumienia z Wielką Brytanią 5 października 1830 roku. Zakładało ono, że Stany Zjednoczone otworzą swoje porty na statki brytyjskie, a w zamian Wielka Brytania umożliwi USA handel z Indiami Zachodnimi, zostawiając sobie jedynie możliwość nakładania cła.
Znacznie poważniejszym w skutkach działaniem Jacksona była jego postawa wobec Francji, z którą spierał się o odszkodowanie za konfiskaty statków amerykańskich z okresu 1803-1815. Początkowa ustalona ugoda, opiewająca na sumę 25 milionów franków, nie została ratyfikowana przez francuską Izbę Deputowanych, co skłoniło prezydenta USA do zajęcia agresywnego stanowiska. Jackson stwierdził, że skonfiskuje własności francuskie siłą, co doprowadziło do odwołania poselstw w Paryżu i Waszyngtonie i zerwania stosunków dyplomatycznych w 1835 roku. Dopiero mediacja Wielkiej Brytanii ze stycznia 1836 roku pozwoliła na zawarcie ugody, na mocy której Francja zapłaciła zaległe raty, a poselstwa w obu krajach wznowiły działalność.
Największym kryzysem wewnętrznym pierwszej kadencji prezydenta była ustawa z 1828 roku, zwana „cłem odrazy”, która zakładała ochronę interesów stanów północnych i z tego powodu była ostro krytykowana na Południu. W 1832 ratyfikowano podobną ustawę, na co Karolina Południowa zareagowała groźbą odstąpienia od Unii. Jackson był zdecydowanym zwolennikiem utrzymania jedności kraju, dlatego 4 grudnia 1832 roku poszedł na ustępstwa i obniżył taryfy celne, jednocześnie zaznaczając, że jakakolwiek próba secesji będzie równoznaczna z wypowiedzeniem wojny. Poprosił także Senat o zgodę na użycie rozwiązań militarnych w przypadku odłączenia Karoliny Południowej od Unii, do czego jednak nie doszło. Jego głównym politycznym przeciwnikiem w tym sporze był wiceprezydent John Calhoun, którego Jackson uznał za zdrajcę i nie desygnował go na dotychczasową funkcję w wyborach w 1832.
W 1830 roku przyjęto ustawę „Indian Removal Act of 1830”, według której w stanach południowych można było zwrócić się do Indian o przeniesienie i zakup ich ziemi. W praktyce, gabinet prezydenta nie respektował tego prawa i nakazywał przesiedlić Indian, nawet jeśli mieli oni korzystny dla siebie wyrok sądu. Indianie z plemion Creek i Sauk zostali w 1832 wypędzeni siłą za rzekę Missisipi, natomiast plemiona Czoktawów i Czikasawów przesiedlono na zachód od Oklahomy (Szlak Łez).
W wyborach prezydenckich w 1832 roku, Jackson wystartował z Martinem Van Burenem (Partia Demokratyczna), przeciwko duetowi Henry Clay i John Sergeant (Narodowa Partia Republikańska). Były to pierwsze wybory, w których kandydaci zostali wybrani na konwencjach partyjnych. Ubiegający się o reelekcję prezydent zwyciężył w głosowaniu powszechnym i uzyskał 219 głosów w Kolegium Elektorskim wobec 49 głosów dla Claya. Został zaprzysiężony na prezydenta przez prezesa Sądu Najwyższego Johna Marshalla.
Prezydent, jako zdecydowany ekspansjonista był zdecydowanym zwolennikiem rozszerzenia ówczesnych granic Stanów Zjednoczonych. Jeszcze w czasie pierwszej kadencji wystosował do Meksyku propozycję zakupu Teksasu za 4-5 milionów dolarów. Pomimo że napływ kolonistów amerykańskich został częściowo ograniczony przez ustawę antyimigracyjną z kwietnia 1830, to obecni w Teksasie koloniści zaczęli wzniecać powstania wyzwoleńcze. Tymczasem w samym Meksyku także wybuchło powstanie, na którego czele stanął Antonio López de Santa Anna. Santa Anna zwyciężył, natomiast koloniści teksańscy zebrali się w San Felipe na konwencji stanowej wiosną 1833, gdzie opracowali projekt konstytucji. Ponieważ, wybrany na prezydenta Meksyku, Santa Anna nie zgodził się na autonomię Teksasu, 2 października 1835 rozpoczęły się walki zbrojne. Po kilku początkowych zwycięstwach pod koniec 1835 roku, armia meksykańska pod dowództwem Santa Anny otoczyła i pokonała garnizon rewolucjonistów pod Alamo. Po kolejnej porażce w bitwie pod Goliad, delegaci kolonistów opracowali projekty deklaracji niepodległości i konstytucji Republiki Teksasu, wzorując się na amerykańskich dokumentach. Na dowódcę sił zbrojnych, a także na prezydenta Teksasu powołany został Sam Houston, który w jednym ze starć wziął do niewoli generała Santa Annę. W 1836 roku, kiedy Houston sprawował swój urząd, społeczeństwo teksańskie zdecydowanie opowiadało się za przyłączeniem do Stanów Zjednoczonych. Amerykańska opinia publiczna także przychylnie patrzyła na pomysł aneksji Teksasu, jednak wśród członków gabinetu prezydenta pojawiły się wątpliwości, ze względu na praktykowane w Teksasie niewolnictwo (przyłączenie tego stanu zaburzyłoby dotychczasową równowagę ilości stanów zezwalających i zabraniających niewolnictwa). Z tego powodu, aneksja Teksasu została opóźniona – obie izby Kongresu rekomendowały uznanie niepodległości stanu, lecz prezydent Jackson wystosował orędzie 21 grudnia 1836, w którym zajął ostrożne stanowisko. W ostatnim dniu swojej drugiej kadencji (3 marca 1837) zaaprobował wysłanie chargé d’affaires do Republiki Teksasu, jednak nie wyraził chęci do przyłączenia go do Unii.
Prezydent zabiegał także o nabycie od Meksyku Kalifornii (powyżej 37. równoleżnika), Nowego Meksyku i Teksasu za 5 milionów dolarów. Żaden z tych planów się jednak nie powiódł. W 1836 roku ponowił próby zakupu samej Kalifornii (tym razem na północ od 38. równoleżnika) za kwotę 3,5 miliona dolarów. Podobnie jak wcześniej – nie udało się tego zrealizować – dopiero administracja Jamesa Polka podjęła poważniejsze kroki w tej sprawie.

### Nominacje do Sądu Najwyższego
Andrew Jackson nominował sześciu sędziów Sądu Najwyższego (w tym jednego prezesa):
- (21) John McLean (7 marca 1829) po śmierci Trimble’a
- (22) Henry Baldwin (6 stycznia 1830) po śmierci Washingtona – stosunkiem głosów 41–2
- (23) James M. Wayne (9 stycznia 1835) po śmierci Johnsona
- 3 marca 1835 Senat zatwierdził głosami 24–21 Rogera B. Taneya w miejsce Duvalla, który zrezygnował, jednak nie objął urzędu sędziego
- (24) Roger B. Taney (15 marca 1836) po śmierci prezesa Marshalla – stosunkiem głosów 29–15
- (25) Philip Pendleton Barbour (15 marca 1836) w miejsce Duvalla – głosami 30–11
- 8 marca 1837 Senat odrzucił kandydaturę Smitha głosami 18–23
- (26) John Catron (8 marca 1837) głosami 28–15

### Stany przyjęte do Unii
Podczas prezydentury Jacksona, przyjęto do Unii dwa nowe stany:
- Arkansas – 15 czerwca 1836
- Michigan – 26 stycznia 1837

## Emerytura i śmierć

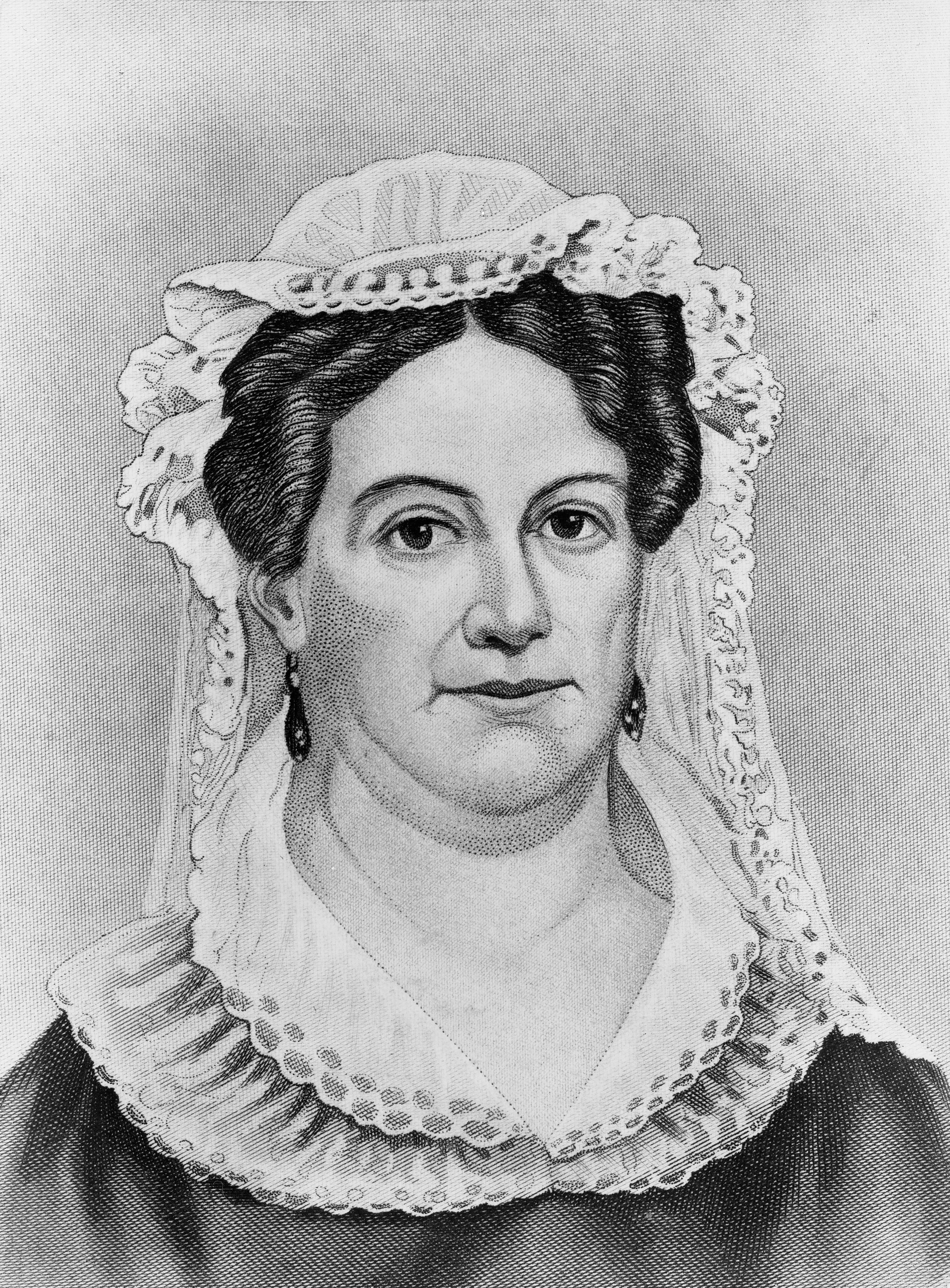
Żona Jacksona, Rachel

Po ustąpieniu z fotela prezydenckiego, Jackson powrócił do posiadłości „The Hermitage” w Nashville. Nie angażował się w politykę, choć doradzał swoim przyjaciołom i to dzięki jego rekomendacji, James Polk uzyskał nominację Partii Demokratycznej na prezydenta.
8 czerwca 1845 Jackson nagle zasłabł. Odzyskał na krótko przytomność, lecz chwilę później zmarł. Został pochowany w rodzinnej miejscowości, obok swojej żony Rachel.

## Życie prywatne
W czasach, gdy Jackson był prokuratorem, mieszkał u wdowy – pani Donelson. Jej córka, Rachel Donelson, była zamężna z Lewisem Robardsem, jednak w 1790, z powodu jego zazdrości, zdecydowała się opuścić męża. Lewis Robards rozpuścił wówczas plotki, że rozwiódł się z żoną, natomiast Jackson poślubił Rachel Donelson w sierpniu 1791. Okazało się jednak, że rozwód uprawomocnił się dopiero jesienią 1793, co spowodowało, że przyszła pierwsza para musiała ponownie zawrzeć związek małżeński. Doszło do tego 17 stycznia 1794 w Nashville.

## Upamiętnienie
Na jego cześć nazwano miasto w stanie Missisipi.